# Gorący czwartek
Gorący czwartek – polski film fabularny z roku 1993 w reżyserii Michała Rosy.

## Obsada
- Damian Lubas − Damian "Siwy"
- Grzegorz Lempa − Adam "Zakochany"
- Daniel Nowak − "Dworaczek"
- Ewa Dałkowska − Godyszowa
- Lenka Pesak − sklepowa Lunia
- Adam Baumann − pan Jacek
- Mariusz Jakus − Zyga, kochanek Luni
- Zbigniew Stryj - facet na strzelnicy